# Tsumiki no ie
Tsumiki no ie (つみきのいえ? lett. "La casa dei piccoli cubi"), conosciuto anche col titolo francese di La Maison en Petits Cubes è un cortometraggio anime diretto da Kunio Katō ed uscito nel 2008. Vincitrice del Japan Media Arts Festival e prodotta dallo studio di animazione Robot, l'animazione è stata presentata anche al New York Films for Hope nel 2011. Ha inoltre vinto il Premio Oscar come miglior cortometraggio d’animazione durante l'edizione del 2009.

## Trama
Un vecchio vive solo in una casa in mezzo al mare. L'acqua sale costantemente e all'uomo non resta che costruire un piano in più ogni volta che ve ne è la necessità, abbandonando il piano che si allaga e trasferendosi a quello superiore. Quando la pipa del vecchio scivola in acqua attraverso la botola che collega il suo piano a quelli sottostanti, lui pensa dapprima di acquistarne una nuova, ma poi preferisce comprare l'occorrente per immergersi e andarla a cercare.
L'attrezzatura da sub permette al vecchio di ripercorrere la propria vita: ogni stanza in cui scende lo porta indietro con la memoria ai momenti di famiglia vissuti nel corso degli anni.
Scendendo fino al fondale su cui è costruita la casa, il vecchio non recupera soltanto la pipa, ma anche il calice con cui beveva la sua giovane moglie: tornato in superficie, l'uomo consuma la sua solita cena, ma versando il vino in due calici.

## Riconoscimenti
- 2009 – Premio Oscar
  - Miglior cortometraggio d'animazione